# 강규철
강규철(姜圭哲, 1974년 5월 5일 ~ )은 KBO 리그 OB 베어스의 내야수였다.
경희대학교를 졸업하고 1997년에 프로 선수로 데뷔 다섯 시즌 동안 51경기에 출전해 통산 52타수 9안타(홈런 1) 타율 0.173을 기록했다. 우투우타였다.